# Pattinaggio di velocità ai VII Giochi olimpici invernali - 1500 m maschile
La competizione dei 1500 m maschili di pattinaggio di velocità dei VII Giochi olimpici invernali si è svolta il giorno 30 gennaio 1956 sulla Pista di Misurina a Auronzo di Cadore. 

## Risultati
| Pos.   | Atleta                 | Nazione                   | Tempi parziali | Tempi parziali | Tempi parziali | Tempo Finale |
| Pos.   | Atleta                 | Nazione                   | 300 m          | 700 m          | 1100 m         | Tempo Finale |
| ------ | ---------------------- | ------------------------- | -------------- | -------------- | -------------- | ------------ |
| Oro    | Evgenij Grišin         | Unione Sovietica          | 26"6           | 59"0           | 1'32"5         | 2'08"6       |
| Oro    | Jurij Michajlov        | Unione Sovietica          | 26"7           | 58"6           | 1'32"0         | 2'08"6       |
| Bronzo | Toivo Salonen          | Finlandia                 | 26"5           | 59"2           | 1'33"6         | 2'09"4       |
| 4      | Juhani Järvinen        | Finlandia                 | 26"9           | 59"6           | 1'33"5         | 2'09"7       |
| 5      | Robert Merkulov        | Unione Sovietica          | 27"1           | 59"9           | 1'34"2         | 2'10"3       |
| 6      | Sigvard Ericsson       | Svezia                    | 27"7           | 1'00"7         | 1'35"0         | 2'11"0       |
| 7      | Colin Hickey           | Australia                 | 27"8           | 1'00"7         | 1'35"2         | 2'11"8       |
| 8      | Boris Shilkov          | Unione Sovietica          | 28"2           | 1'01"6         | 1'36"4         | 2'11"9       |
| 9      | Knut Johannesen        | Norvegia                  | 27"9           | 1'01"2         | 1'36"1         | 2'12"2       |
| 10     | Roald Aas              | Norvegia                  | 28"1           | 1'01"5         | 1'36"4         | 2'12"9       |
| 11     | Bertil Eng             | Svezia                    | 27"2           | 1'00"3         | 1'35"6         | 2'13"1       |
| 11     | Wim de Graaff          | Paesi Bassi               | 28"2           | 1'01"3         | 1'36"0         | 2'13"1       |
| 11     | Gerardus Maarse        | Paesi Bassi               | 28"4           | 1'02"4         | 1'37"4         | 2'13"1       |
| 11     | Kees Broekman          | Paesi Bassi               | 28"8           | 1'02"4         | 1'37"3         | 2'13"1       |
| 15     | Bohumil Jauris         | Cecoslovacchia            | 28"5           | 1'02"0         | 1'37"0         | 2'13"6       |
| 16     | Jan Harald Kristiansen | Norvegia                  | 28"2           | 1'01"6         | 1'36"9         | 2'13"7       |
| 17     | Bengt Malmsten         | Svezia                    | 27"1           | 1'00"4         | 1'36"6         | 2'14"6       |
| 18     | Matti Hamberg          | Finlandia                 | 28"1           | 1'02"0         | 1'37"8         | 2'14"8       |
| 19     | Johnny Cronshey        | Gran Bretagna             | 29"0           | 1'03"3         | 1'38"6         | 2'15"0       |
| 20     | Patrick McNamara       | Stati Uniti               | 29"0           | 1'03"7         | 1'39"2         | 2'15"2       |
| 21     | Taketsugu Asazaka      | Giappone                  | 28"6           | 1'02"8         | 1'38"7         | 2'15"4       |
| 22     | Gunnar Ström           | Svezia                    | 27"6           | 1'01"6         | 1'38"0         | 2'15"6       |
| 23     | Yoshitaki Hori         | Giappone                  | 28"0           | 1'02"3         | 1'37"5         | 2'15"9       |
| 24     | Hroar Elvenes          | Norvegia                  | 28"1           | 1'02"6         | 1'38"7         | 2'16"0       |
| 25     | John Werket            | Stati Uniti               | 28"6           | 1'03"4         | 1'38"9         | 2'16"1       |
| 26     | Leo Tynkkynen          | Finlandia                 | 27"8           | 1'02"5         | 1'38"8         | 2'16"2       |
| 27     | Guido Citterio         | Italia                    | 27"7           | 1'02"5         | 1'38"9         | 2'16"5       |
| 27     | Vladimír Kolář         | Cecoslovacchia            | 28"3           | 1'02"9         | 1'39"0         | 2'16"5       |
| 29     | Jang Yeong             | Corea del Sud             | 28"4           | 1'02"6         | 1'38"5         | 2'16"7       |
| 30     | Gene Sandvig           | Stati Uniti               | 29"1           | 1'04"1         | 1'40"6         | 2'17"1       |
| 31     | Franz Offenberger      | Austria                   | 28"6           | 1'03"6         | 1'40"3         | 2'17"3       |
| 32     | Arthur Mannsbarth      | Austria                   | 29"4           | 1'05"0         | 1'41"0         | 2'17"4       |
| 33     | John Hearn             | Gran Bretagna             | 28"8           | 1'04"8         | 1'40"9         | 2'17"5       |
| 34     | Raymond Gilloz         | Francia                   | 28"2           | 1'03"2         | 1'40"1         | 2'17"7       |
| 35     | Hans Keller            | Squadra Unificata Tedesca | 29"7           | 1'04"7         | 1'41"1         | 2'18"1       |
| 36     | Shinkichi Takemura     | Giappone                  | 28"3           | 1'02"6         | 1'39"3         | 2'18"3       |
| 37     | Donald McDermott       | Stati Uniti               | 28"7           | 1'04"3         | 1'41"2         | 2'18"6       |
| 38     | Kurt Eminger           | Austria                   | 28"9           | 1'04"3         | 1'41"3         | 2'19"0       |
| 39     | Jaroslav Doubek        | Cecoslovacchia            | 27"9           | 1'02"8         | 1'40"5         | 2'19"2       |
| 39     | Yoshiyasu Gomi         | Giappone                  | 28"5           | 1'03"3         | 1'40"7         | 2'19"2       |
| 41     | Ralf Olin              | Canada                    | 28"8           | 1'03"1         | 1'40"2         | 2'19"7       |
| 42     | Guido Caroli           | Italia                    | 28"6           | 1'03"4         | 1'40"5         | 2'20"0       |
| 42     | Jo Yun-Sik             | Corea del Sud             | 28"1           | 1'02"2         | 1'39"4         | 2'20"0       |
| 44     | Kim Jong-Sun           | Corea del Sud             | 29"2           | 1'04"5         | 1'41"8         | 2'20"5       |
| 45     | Johnny Sands           | Canada                    | 29"6           | 1'05"0         | 1'41"9         | 2'20"7       |
| 46     | Jürg Rohrbach          | Svizzera                  | 29"3           | 1'05"0         | 1'42"4         | 2'21"7       |
| 46     | Erich Kull             | Svizzera                  | 29"3           | 1'04"8         | 1'42"7         | 2'21"7       |
| 48     | Remo Tomasi            | Italia                    | 29"2           | 1'04"9         | 1'42"8         | 2'22"2       |
| 49     | Nico Olsthoorn         | Paesi Bassi               | 29"2           | 1'04"8         | 1'42"0         | 2'22"6       |
| 50     | Alex Connell           | Gran Bretagna             | 30"3           | 1'06"3         | 1'44"4         | 2'23"0       |
| 51     | Ernst Biel             | Austria                   | 29"9           | 1'05"8         | 1'43"5         | 2'23"5       |
| 51     | Pyeon Chang-Nam        | Corea del Sud             | 29"9           | 1'05"3         | 1'43"5         | 2'23"5       |
| 53     | Gordon Audley          | Canada                    | 29"0           | 1'04"1         | 1'44"0         | 2'26"1       |
| -      | Pierre Huylebroeck     | Belgio                    | -              | -              | -              | Rit.         |